# Episodi di C'è sempre il sole a Philadelphia (settima stagione)
La settima stagione della serie televisiva C'è sempre il sole a Philadelphia è stata trasmessa negli Stati Uniti dal 15 settembre al 15 dicembre 2011 su FX.
In Italia la stagione è andata in onda in prima visione in chiaro su Cielo dal 12 aprile al 30 aprile 2013.
| nº | Titolo originale                                    | Titolo italiano                 | Prima TV USA      | Prima TV Italia |
| -- | --------------------------------------------------- | ------------------------------- | ----------------- | --------------- |
| 1  | Frank's Pretty Woman                                | Una serata sbagliata            | 15 settembre 2011 | 12 aprile 2013  |
| 2  | The Gang Goes to the Jersey Shore                   | Prosciutto al rum               | 22 settembre 2011 | 13 aprile 2013  |
| 3  | Frank Reynolds' Little Beauties                     | Artisti per caso                | 29 settembre 2011 | 16 aprile 2013  |
| 4  | Sweet Dee Gets Audited                              | Visita fiscale                  | 6 ottobre 2011    | 17 aprile 2013  |
| 5  | Frank's Brother                                     | Scheletri nell'armadio          | 13 ottobre 2011   | 19 aprile 2013  |
| 6  | The Storm of the Century                            | La tempesta del secolo          | 20 ottobre 2011   | 19 aprile 2013  |
| 7  | Chardee McDennis: The Game of Games                 | Il gioco più bello del mondo    | 27 ottobre 2011   | 23 aprile 2013  |
| 8  | The Anti-Social Network                             | L'anti-social network           | 3 novembre 2011   | 23 aprile 2013  |
| 9  | The Gang Gets Trapped                               | La gang intrappolata            | 10 novembre 2011  | 24 aprile 2013  |
| 10 | How Mac Got Fat                                     | Come ha fatto Mac ad ingrassare | 17 novembre 2011  | 25 aprile 2013  |
| 11 | Thunder Gun Express                                 | Thunder Gun Express             | 1º dicembre 2011  | 26 aprile 2013  |
| 12 | The High School Reunion                             | Rimpatriata liceale (1ª parte)  | 8 dicembre 2011   | 27 aprile 2013  |
| 13 | The High School Reunion, Part 2: The Gang's Revenge | Rimpatriata liceale (2ª parte)  | 15 dicembre 2011  | 30 aprile 2013  |